# Autoportret miesiąc przed śmiercią
Autoportret na miesiąc przed śmiercią (znany także pod tytułem Portret własny) – obraz Stanisława Wyspiańskiego wykonany kredką na papierze w 1907 roku. Znajduje się w zbiorach Muzeum Narodowego w Krakowie. Jest to ostatni autoportret artysty ukazujący go przed śmiercią.

## Historia
Rysunek nie jest sygnowany ani datowany, prawdopodobnie powstał we wsi Węgrzce, w jednym z ostatnich miejsc pobytu Stanisława Wyspiańskiego. Artysta zmagał się wówczas ze śmiertelną chorobą - syfilisem, która w znacznym stopniu wpłynęła na jego zdrowie. Prawdopodobnie w chwili tworzenia rysunku cierpiał na częściowy niedowład prawej ręki. Wygląd Stanisława Wyspiańskiego w ostatnich miesiącach życia opisywano w publikowanych wspomnieniach rodziny oraz odwiedzających go przyjaciół i znajomych. Władysław Reymont, który bywał u artysty we Węgrzcach, tak go zapamiętał:
[...] wyglądał strasznie, podobien był do Piotrowina, miał twarz zapadłą, poczerniałą i wyschłą, prawą rękę w bandażach, a lewą władał tylko częściowo, głos obcy, niewyraźny, a tylko oczy były jeszcze dawne, oczy jasnoniebieskie, władcze i mądre, oczy pełne błyskawic i woli nieugiętej, hetmanie oczy walki.
Jego stan zdrowia miesiąc przed śmiercią dokładnie opisał Rudolf Starzewski w wydaniu porannym czasopisma „Czas” z 29 listopada 1907 roku:
Prawą rękę miał ujętą w dwie deseczki i obandażowaną całą wraz z palcami. Pisać mógł jeszcze i pisał. Przywiązywano mu ołówek do tej deseczki i wodził ręką po papierze. Malować już oczywiście nie mógł; u lewej ręki trzy palce były bezwładne. Umysł jednak pracował nieustannie mimo ciężkiej choroby ciała.
Z powodu pogarszającego się stanu zdrowia Stanisław Wyspiański został przeniesiony do Krakowa, gdzie zmarł 28 listopada 1907 roku. W 1920 roku Feliks Jasieński podarował obraz Muzeum Narodowemu w Krakowie.

## Opis
Rysunek przedstawia Stanisława Wyspiańskiego miesiąc przed śmiercią. Na obrazie artysta ma 38 lat i znajduje się w zaawansowanym stadium choroby. Postać mężczyzny, zwrócona w lewą stronę, ukazana jest w popiersiu z widocznym rozpiętym kołnierzykiem. Odznacza go nagie czoło z odstającymi kosmykami włosów, ściągnięte brwi, duże oczy, przekrzywiony nos oraz opadający wąs.

## Analiza
Kompozycję obrazu wyznaczono za pomocą dynamicznej linii i poddano modelunkowi światłocieniowemu. Te proste środki wyrazu artystycznego pozwoliły na udokumentowanie stanu fizycznego mężczyzny kreślącego swój ostatni wizerunek. Wydobyły one jego wychudzoną twarz, przerzedzone włosy, zapadnięte oczy i policzka oraz zniekształcony nos.

## Interpretacja
Stanisław Wyspiański jest autorem licznych autoportretów, które dokumentują różne etapy jego życia. Autoportret z 1907 roku, wykonany miesiąc przed śmiercią, uznaje się za jeden z symbolicznych w jego twórczości. Minimalistycznie użyte środki wyrazu pozwoliły ukazać stan fizyczny i psychiczny umierającego mężczyzny. Gwałtowne i nieskoordynowane ruchy kredki, poruszanej jakby w gorączce, nadają obrazowi wyrazu napięcia i nerwowości. Kształtowane przez dynamiczną linię włosy oraz brwi odzwierciedlają zmagania artysty, z jakimi mierzył się pod koniec życia. Wydobyta przez modelunek światłocieniowy wychudzona i zapadnięta twarz artysty uwydatnia oczy mężczyzny gorączkowo wpatrujące się w widza. Wyraz jego oczu często odczytywany jest w literaturze jako manifestacja siły i woli życia. Taką interpretację zaproponował Zdzisław Kępiński:
Ten, który tak uporczywie głosił hasło:  „Umierać musi co ma żyć!”  - ten, co kazał podnosić się z grobowców przerażającym szczątkom ciał ongiś królewskich - sam teraz stanął u progu swej alternatywy, sam spojrzał na siebie jako na upiora, w którym dezintegracja zaczyna swoje dzieło. A jednak zawarł w oczach siłę, która nie tylko pomaga znieść koszmar rozpadu powłoki, lecz która jako żar pozostanie w niej nawet po śmierci, lub też przebije się z niej ku sferom Wielkiego Światła.

## Wystawy
Autoportret na miesiąc przed śmiercią pojawiał się na wystawach poświęconych twórczości Stanisława Wyspiańskiego. Oto wybrane z nich:
- ,,Sami złożycie stos…” Pogrzeb Stanisława Wyspiańskiego, 08.12.2007 – 09.03.2008, Muzeum Narodowe w Krakowie,
- Wyspiański, 28.11.2017 – 05.05.2019, Muzeum Narodowe w Krakowie,
- Skarbiec Wyspiańskiego, 11.10.2019 – 01.03.2020, Muzeum Narodowe w Krakowie[18][1].

## Autoportrety Stanisława Wyspiańskiego

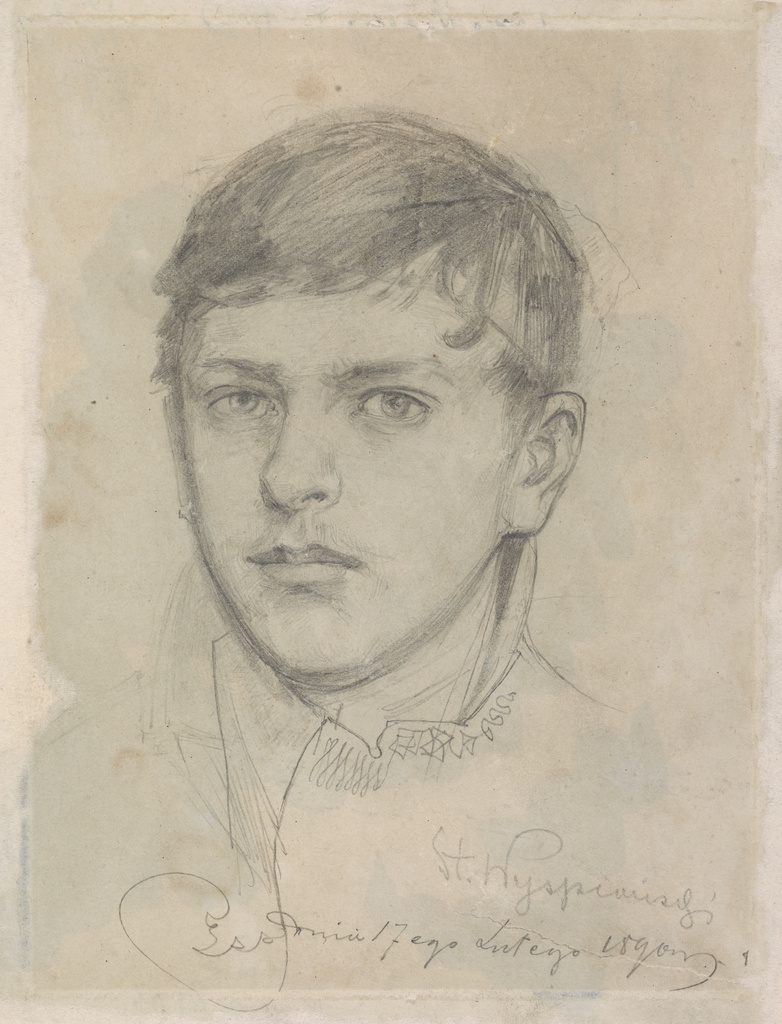
Stanisław Wyspiański, Portret własny artysty, 1890, Muzeum Narodowe w Krakowie
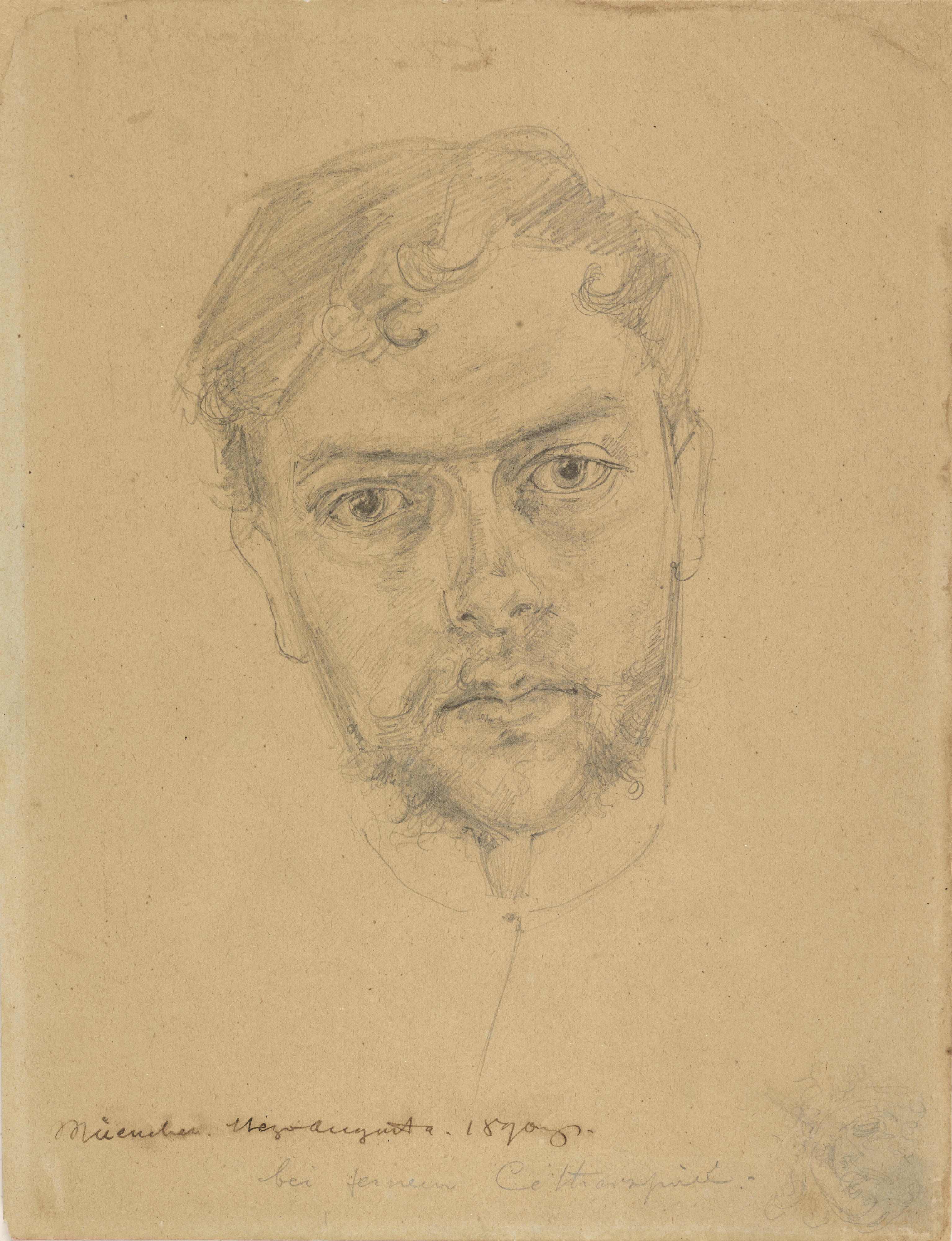
Stanisław Wyspiański, Portret własny artysty, 1890, Muzeum Narodowe w Krakowie
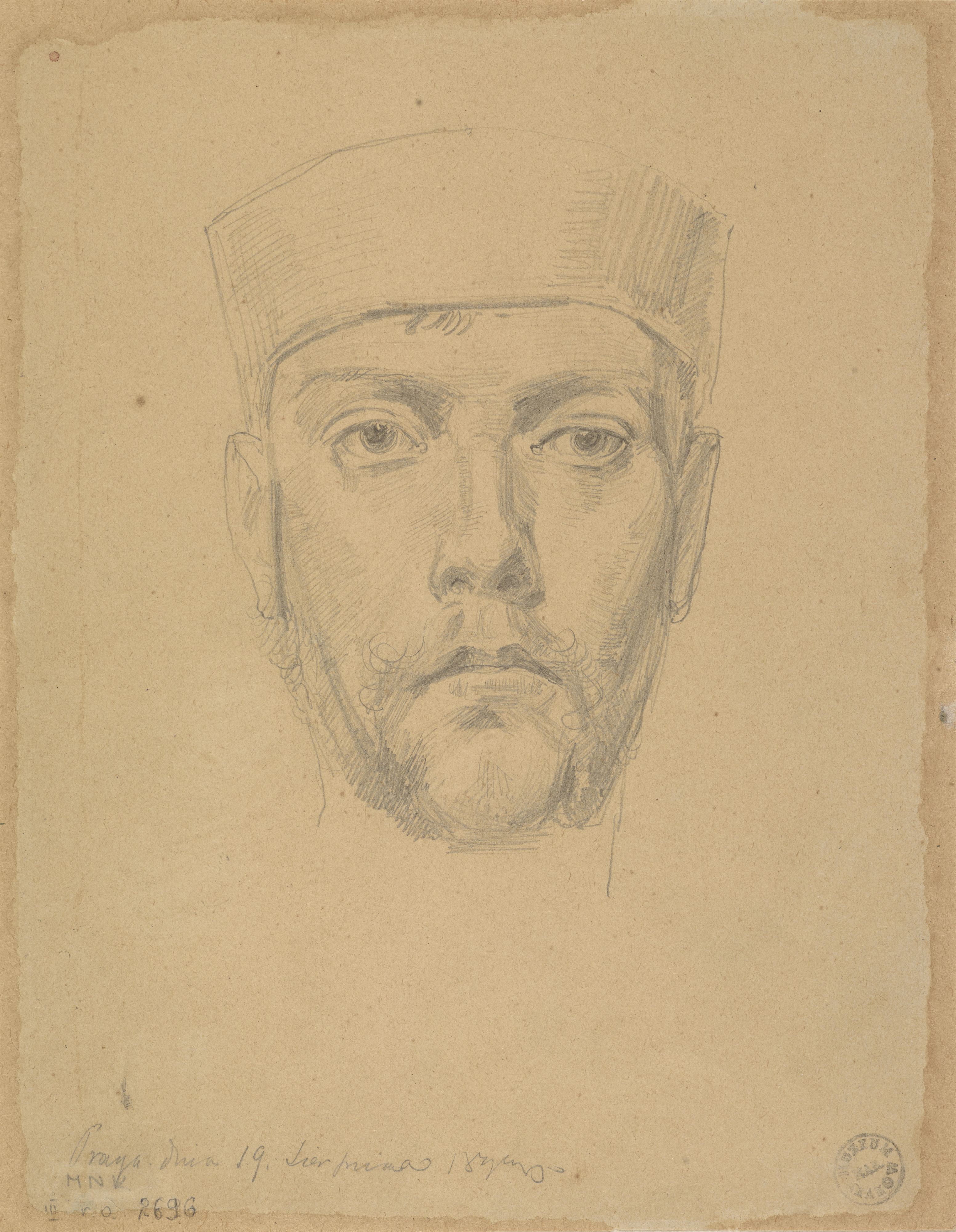
Stanisław Wyspiański, Autoportret. Karta 18 z albumu Ehrenpreisa, 1890, Muzeum Narodowe w Krakowie
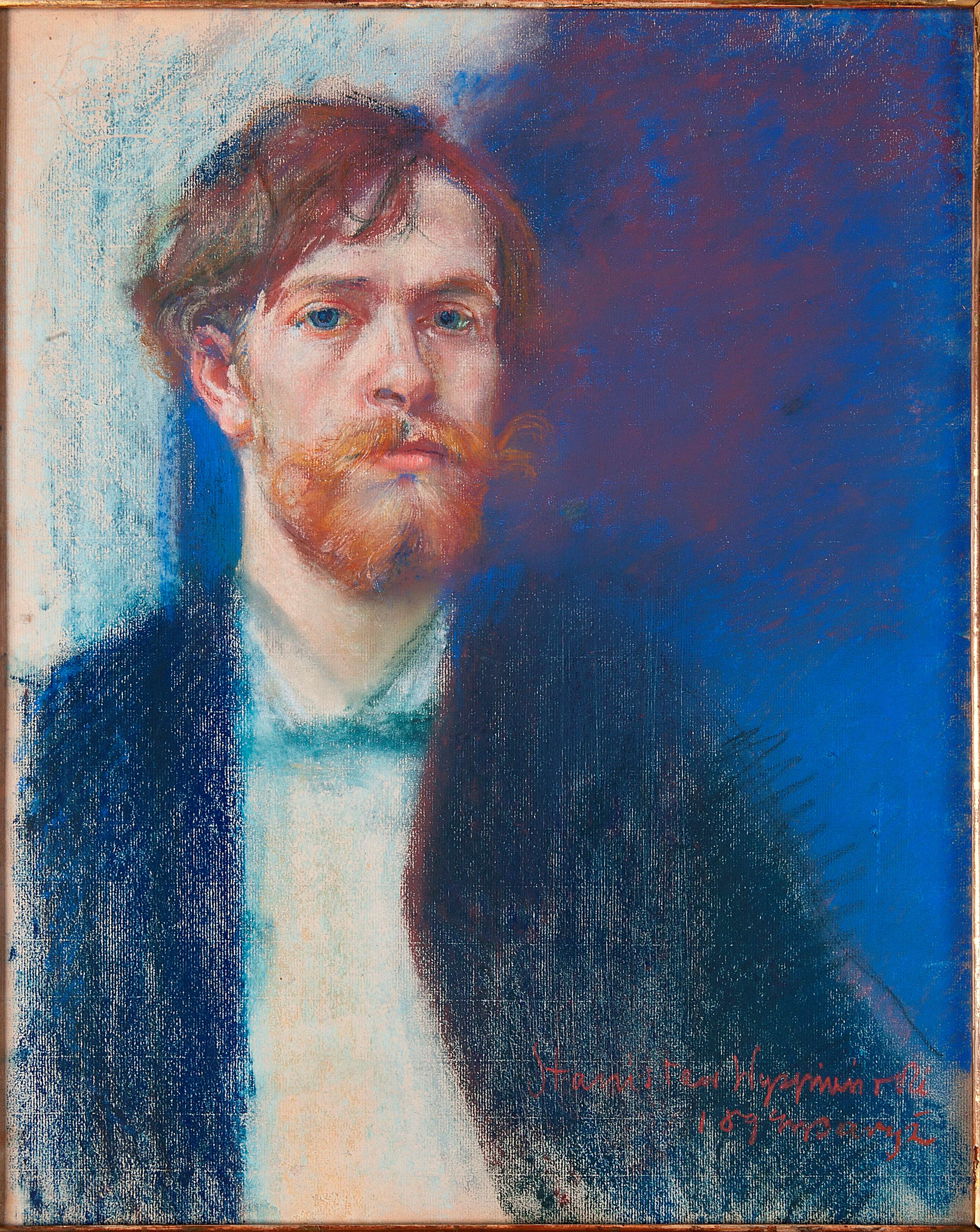
Stanisław Wyspiański, Autoportret, 1894, Muzeum Narodowe w Warszawie
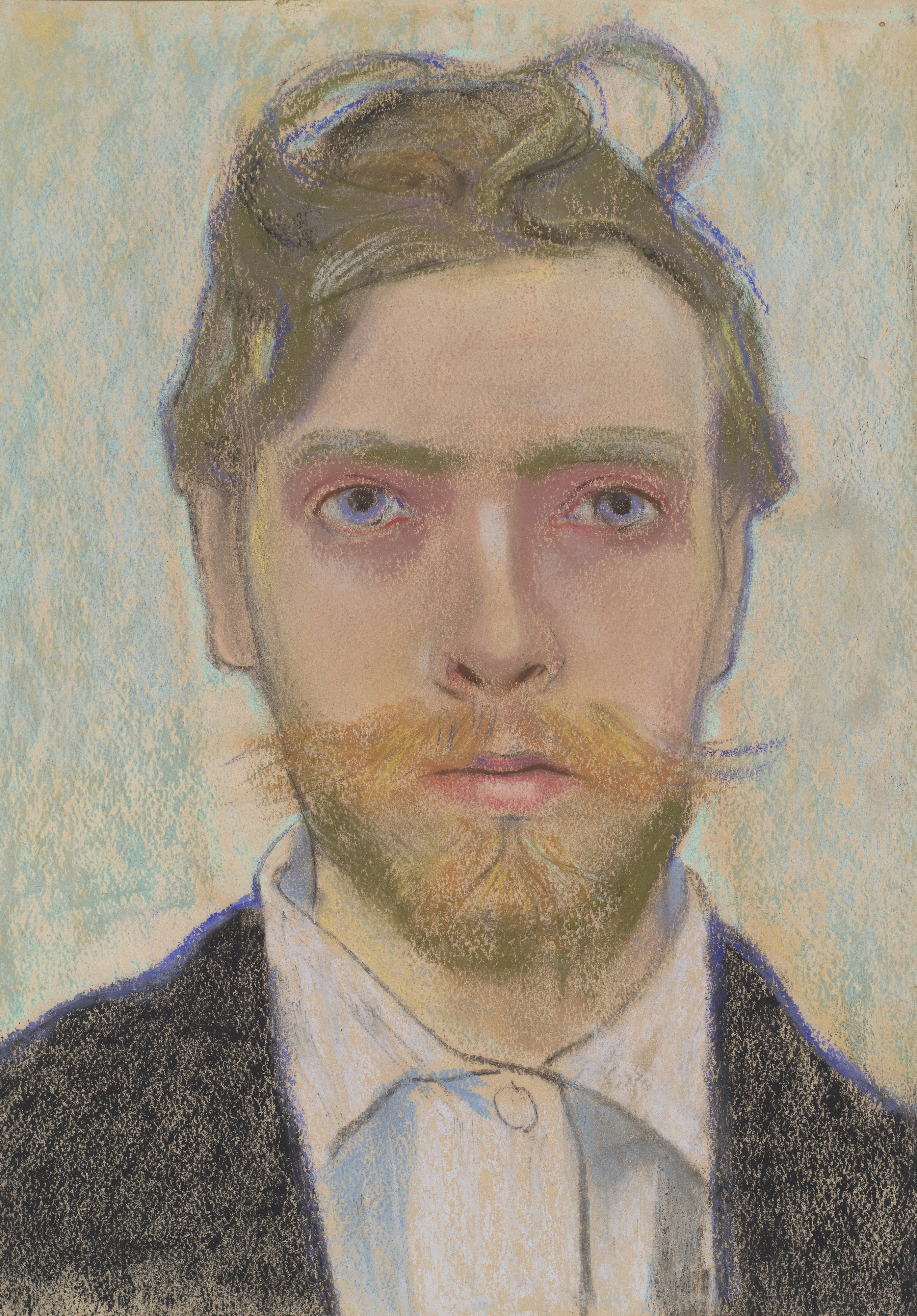
Stanisław Wyspiański, Autoportret, 1897, Muzeum Narodowe w Krakowie
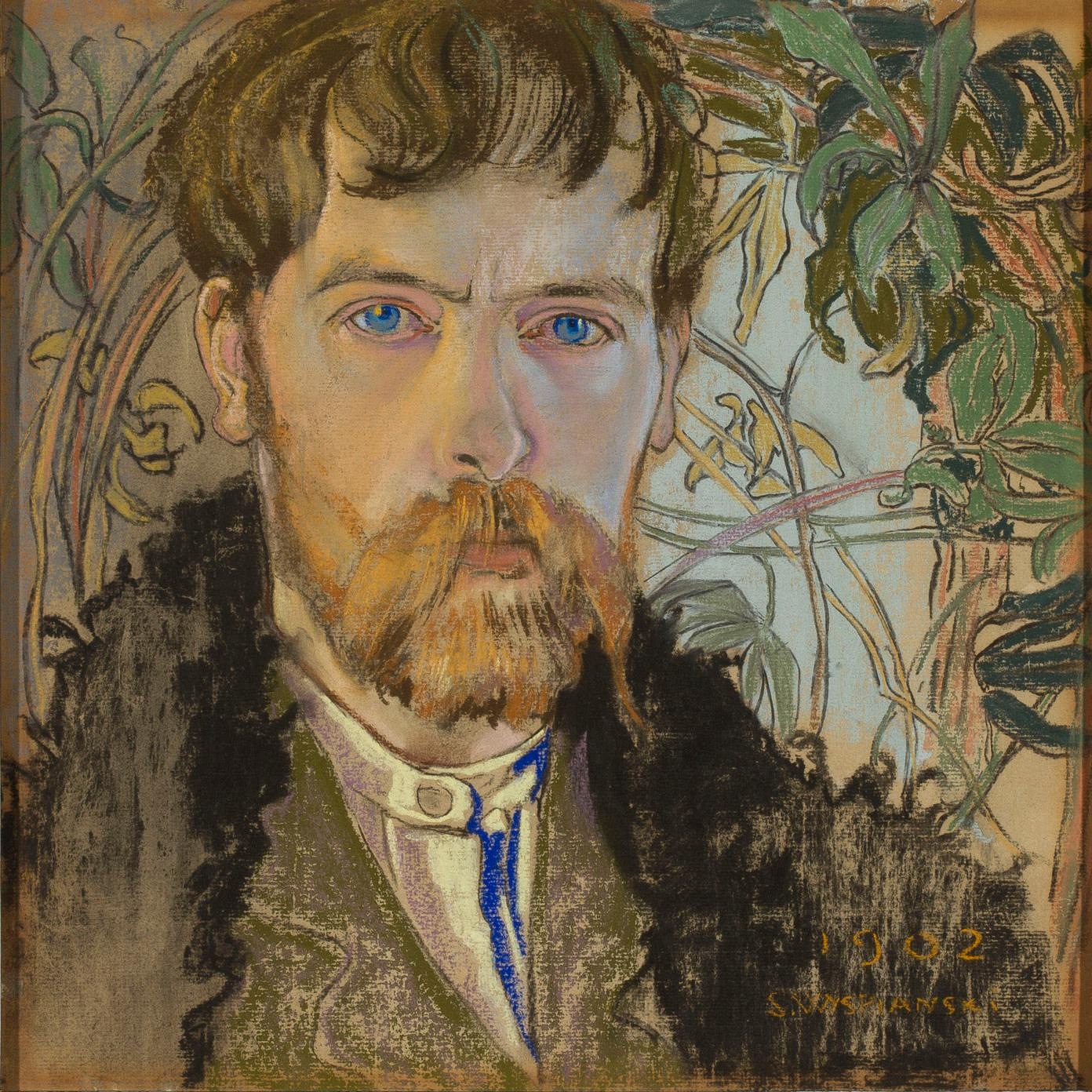
Stanisław Wyspiański, Autoportret, 1902, Muzeum Narodowe w Warszawie
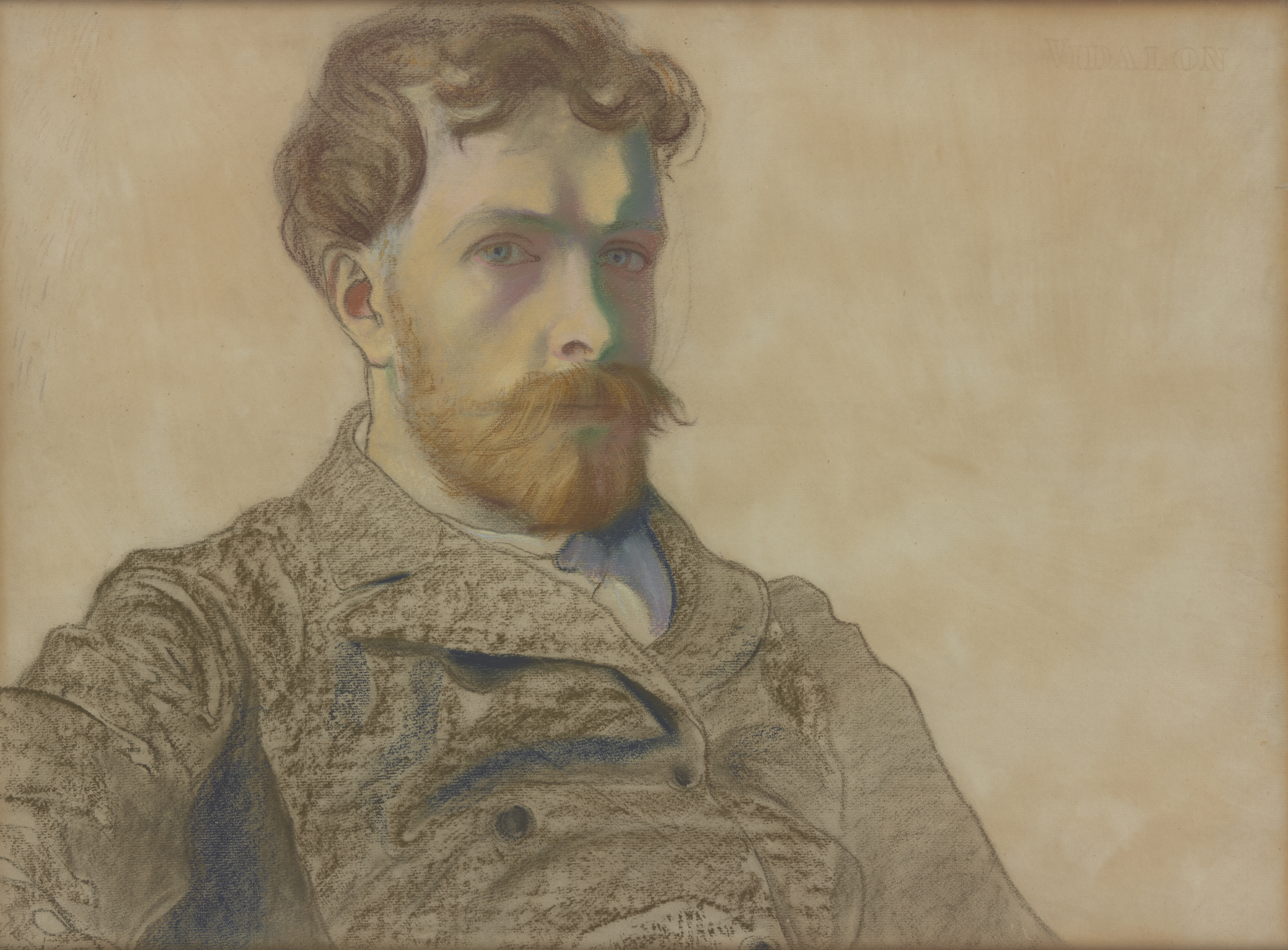
Stanisław Wyspiański, Autoportret, 1903, Muzeum Narodowe w Krakowie
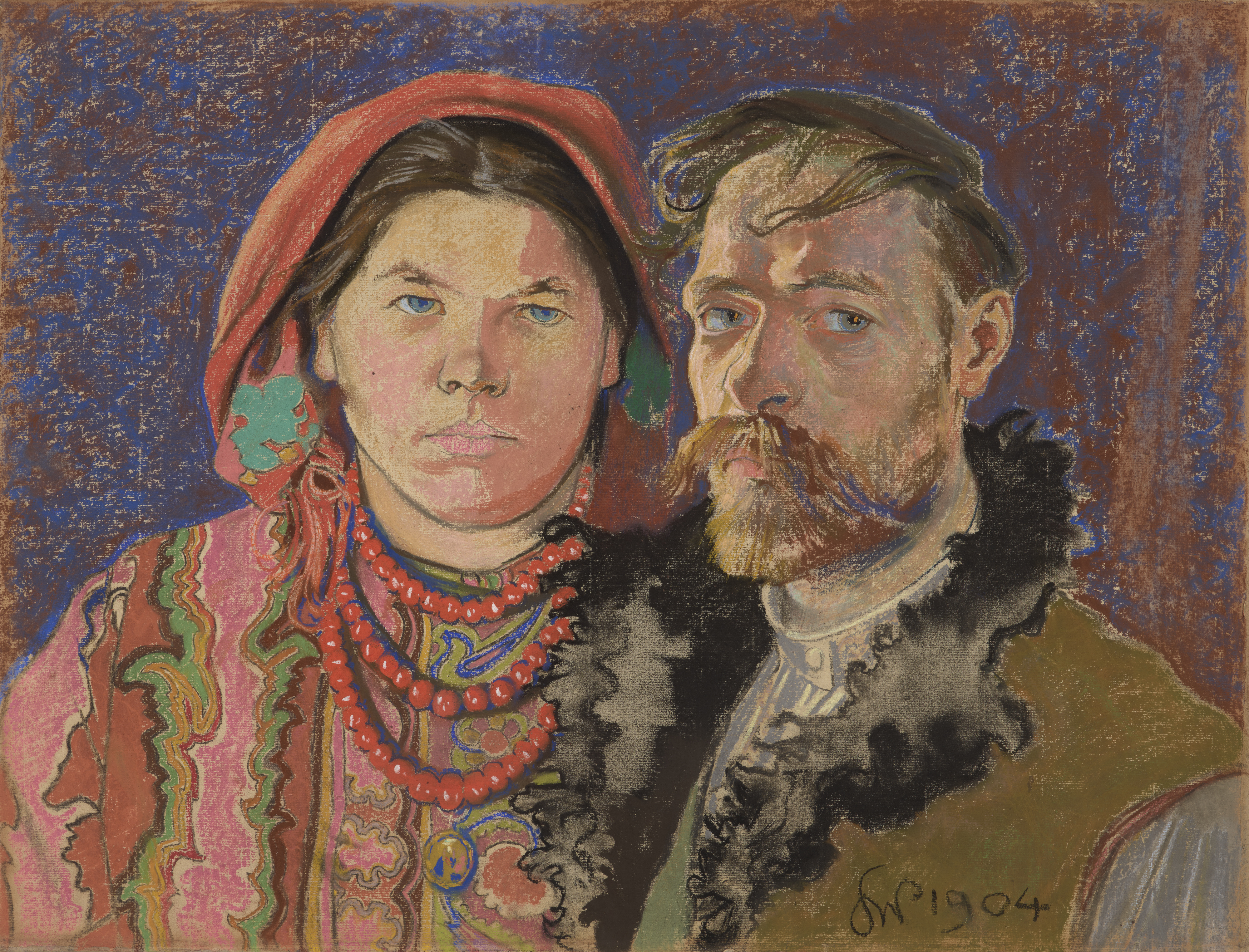
Stanisław Wyspiański, Autoportret z żoną, 1904, Muzeum Narodowe w Krakowie